# Siedlung Vila Nova de São Pedro
Koordinaten: 39° 13′ 13″ N, 8° 50′ 24,2″ W

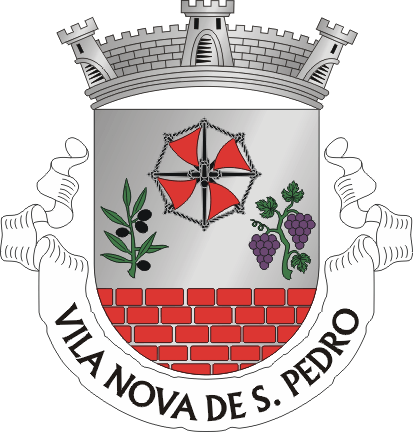
Wappen

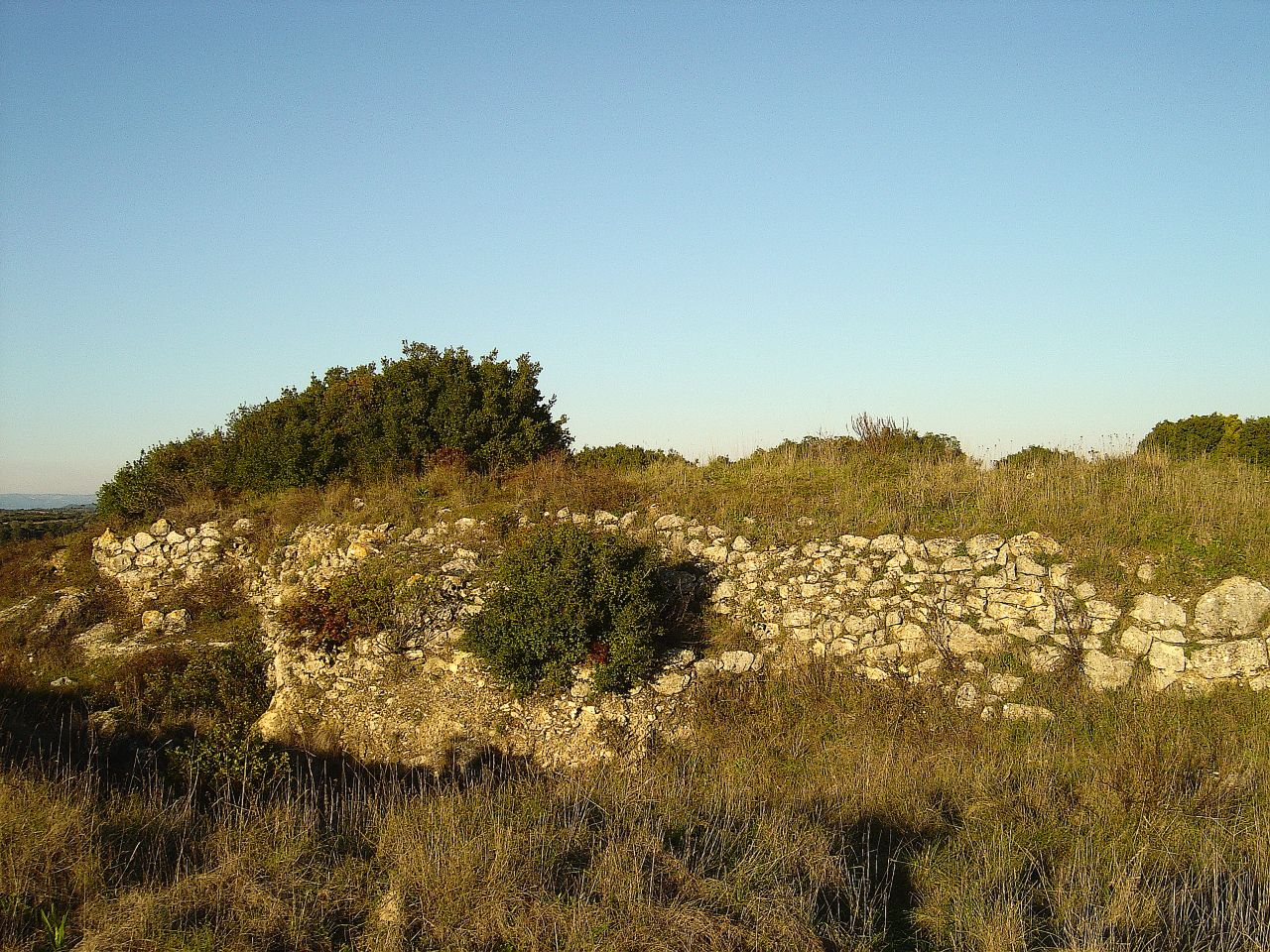
Mauer der Zitadelle

Die kupferzeitliche Siedlung Vila Nova de São Pedro im Kreis Azambuja liegt nordwestlich der A1 (Autobahn) nahe Cartaxo in Portugal. Die Mauerreste liegen auf einem Sporn, der Cabeco do Castelo oder Alto do Castelo genannt wird – Hinweis auf eine mittelalterliche Burg – über dem Tal der Ribeira de Almoster. Die kupferzeitliche Anlage war ursprünglich als Hügel sichtbar.

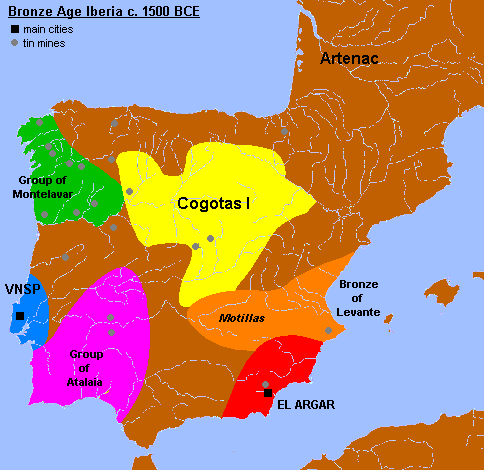
Vila Nova de S. Pedro (in blau) im Kontext der iberischen Bronzezeit

Es gab seit 1936 Ausgrabungen, aber erst 1955 wurde der erste maßstabsgerechte Plan aufgenommen. Er zeigt eine innere Zitadelle aus dicken Mauern mit vorgelegenen Bastionen, die mindestens zwei Bauphasen erkennen lassen. Vermutlich gab es aber, wie in Zambujal, wesentlich mehr An- und Umbauten. Im Anfang der Grabungszeit hat man das Innere mit Hilfe einer Lorenbahn, für die ein breiter Durchbruch in der Mauer geschlagen wurde, sehr schnell ausgeräumt. Der eigentliche Eingang blieb verschont. Er liegt etwas nach Südwesten verschoben. 1959 wurde ein Schnitt durch die Südwestseite der Anlage gelegt, der auch eine vorgesetzte Bastion schnitt. Dadurch wurden erste detaillierte stratigraphische Befunde gewonnen, die bis heute eine Rolle für die portugiesische Kupferzeitchronologie spielen; das Grabungstagebuch ging jedoch verloren.
Um die Mauer der Zitadelle liegt ein zweiter Mauerring, der an manchen Stellen angegraben wurde. In Richtung auf den Ort ist aufgrund der Geländestruktur noch mindestens eine weitere Mauer anzunehmen. Zwischen der Innenbefestigung und der zweiten Linie, wurden vor allem im Süden, zahlreiche Fundamentreste von Rundhäusern und Herdstellen entdeckt, von denen heute nichts mehr zu sehen ist. Im Zentrum erkennt man an die Nordseite der Mauer angelehnt, eine halbrunde Konstruktion, die eine Art Kuppelbau gewesen sein könnte. Sie wurde von A. do Paco als Keramikbrennofen interpretiert, jedoch erscheint diese Erklärung aus verschiedenen Gründen zweifelhaft. Links davor wird eine tiefe Grube als Zisterne gedeutet. Andere Gruben könnten als Vorratsgruben erklärt werden.
Außerhalb der Zitadelle wurde, an der Nordwestseite ein ritueller Befund entdeckt. Zuerst war eine große, im Grundriss etwa trapezförmige Grube ausgegraben worden, hinein wurden ein Rind und andere Tiere gelegt, über denen ein Feuer angezündet worden war. An die Seite wurde ein kleines Gefäß gestellt. Das Ganze wurde mit Ton und einer Steinschicht bedeckt. Darauf wurde ein Keramikgefäß von 38 cm Höhe und 58 cm Durchmesser gestellt, das Tierknochen enthielt. Um das Gefäß herum war eine kleine Steinmauer erbaut worden. Der Rest der Grube wurde mit Ton aufgefüllt. Über einer weiteren Steinschicht wurde eine weitere Tonschicht von einem Meter Dicke aufgetragen. Im Osten der Grube wurde in den Ton ein weiteres Rind gelegt. Über der Grube lag eine etwa 60 cm dicke Erdschicht, die Hüttenböden und eine Menge Funde enthielt. Das große, vollständig erhaltene Gefäß steht im Museum von Lissabon (Carmo-Kloster).
Zwischen der 1. und 2. Mauerlinie wurden im Süden die Reste eines Kupfergießplatzes entdeckt. In den 1980er Jahren wurden im Norden der Anlage primär zwischen der 2. und 3. Mauerlinie interessante Mauerbefunde freigelegt. 1988 wurde von der Assembleia Distrital de Lisboa ein neuer Plan der Innenbefestigung aufgenommen. Die Keramik des Platzes deutet auf eine Besiedlung vom Anfang der Kupferzeit bis an ihr Ende bzw. bis in die Bronzezeit hinein. Einzelne Fundstücke sind in den Museen Europas, so z. B. im Ashmolean Museum in Oxford, im Archäologischen Museum von Barcelona zu finden, aber die Masse der Funde liegt in Lissabon (Museu Arqueológico im Carmo-Kloster) und im Museum von Alenquer.